# MeriStation
MeriStation es una revista digital dedicada a los videojuegos. Fue creada en 1997 en España por un grupo de aficionados encabezados por Pep Sánchez. Desde 2011, forma parte del Grupo Prisa y su dominio web meristation.com redirecciona a un subdirectorio del diario AS.
Meristation fue una de las webs de videojuegos más populares de habla hispana en la década de los 2000. Según datos de 2009, MeriStation ocupaba el puesto 65 en el ranking Alexa. En 2010, la página ocupaba el puesto 81 en la clasificación de los sitios más visitados en España, datos de Alexa. Desde la adquisición por el Grupo Prisa y la incorporación bajo el dominio as.com, no es posible consultar cifras de tráfico de la revista.

## Características
La revista contiene análisis y videoanálisis, avances, impresiones, artículos, monográficos, trucos o guías de videojuegos, noticias, columnas de opinión, pódcast y coberturas en directo desde ferias internacionales como el E3 o el Tokyo Game Show. Cada videojuego analizado es calificado con una nota del 1 al 10. Originalmente, los lectores también podían realizar un reanálisis o nueva crítica en el que eran ellos los que puntuaban y comentaban, pero esa característica desapareció con el cierre de los foros en 2021. y el borrado de todo su contenido, efectivo el día 5.
MeriStation ha otorgado una calificación de 10/10 a un número límitado de videojuegos, entre otros: StarCraft II, IL-2 Sturmovik, System Shock 2, Deus Ex, Independence War 2: Edge of Chaos, Grand Theft Auto III, The Legend of Zelda: Ocarina of Time, Castlevania: Symphony of the Night, GoldenEye 007, Super Mario 64, Half-Life, Ultima Online, Shadow of the Colossus, BioShock, Dungeon Keeper, Vagrant Story, Unreal Tournament, Final Fantasy VII, Soulcalibur, Grand Theft Auto IV, Super Mario Galaxy, Super Mario Galaxy 2, Halo 3, Halo: Reach, Metal Gear Solid 4: Guns of the Patriots, The Elder Scrolls V: Skyrim, The Legend of Zelda: Skyward Sword, Grand Theft Auto V, Rayman Legends y Elden Ring.
La redacción de la revista fue dirigida por Pep Sánchez hasta el año 2020, cuando fue relevado por Roberto Hernández. Entre sus colaboradores y redactores se han incluído Pep Sánchez, Francisco Serrano, Ricardo Fernández Andrés, Salva Fernàndez, Juan Porteiro, Ramón Méndez, Joaquín Relaño, Will van Dijk, Enrique García o Albert Gil, nombres habituales de la prensa especializada del sector.
MeriStation contó con un corresponsal en Estados Unidos, Pablo Ortega, tres corresponsales en Tokio (Xavier Ocampo, Mariano Pérez y Luis García Navarro), que fueron los responsables de la cobertura de los lanzamientos de PlayStation 3, Wii y Xbox 360 en Japón, un corresponsal en Nueva York (Nacho Segovia) y otro en Taipéi (Fernando Hernández).
En 2002, se acordó la adquisición de MeriStation por parte de Prisacom, filial del Grupo Prisa que posteriormente se renombraría a PRISA Digital. Sin embargo, el incumplimiento de los términos del acuerdo por parte de MeriStation dio lugar a una batalla en los tribunales, que se resolvió en noviembre de 2008 a favor del Grupo Prisa en el Juzgado de Primera Instancia número 5 de Gerona. Finalmente, la compra se cerró en 2011.

## Historia

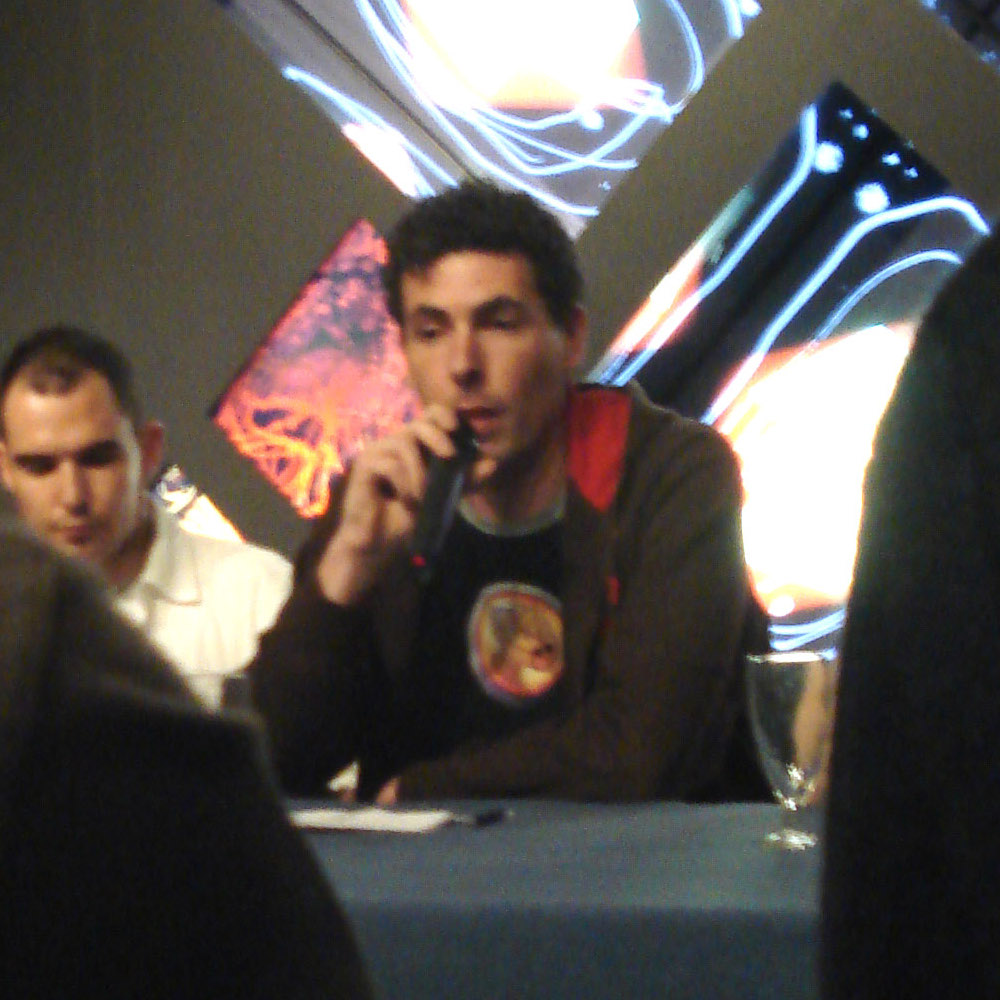
Pep Sánchez en una charla sobre videojuegos en la Fnac Triangle de Barcelona (2007).

La revista fue fundada en 1997 por un grupo de aficionados (Elena Avellaneda, Eduardo Paradinas, Javier García Santos, Félix de la Concepción, Jordi Espunya, Oroel Praena) encabezados por Pep Sánchez. En el año 2000, se crea el foro ZonaForo.
El 25 de marzo de 2003 un usuario de MeriStation (blue_eyes) filtró en varios foros de videojuegos, incluidos los de la revista, las primeras capturas de la secuela de ICO, en aquel momento conocida con el nombre en clave de «Nico». MeriStation tuvo que retirar las imágenes horas después por petición expresa de Sony, que lo pidió desde su central japonesa, pero un gran número de revistas internacionales se hicieron eco del suceso, aunque pocas mantuvieron las capturas. Poco después se conoció que las imágenes eran auténticas y que ese usuario las había conseguido extrayéndolas de un DVD promocional de uso interno que Sony había utilizado para mostrar a sus empleados el juego que después sería conocido como Shadow of the Colossus.
El 7 de marzo de 2005 el usuario repenta2002 publicó en uno de los foros una foto en la que aparecían tres personas. Su intención era que algún usuario del foro modificara la instantánea con algún programa de retoque fotográfico para hacer desaparecer un cigarrillo que sostenía en la mano uno de sus protagonistas. Como respuesta, los usuarios realizaron multitud de versiones cómicas de la fotografía, de forma similar al caso conocido como Moshzilla, que apareció en otra comunidad de Internet pocos meses antes. El personaje central de la foto fue pronto reconocido con el apodo de El Tío del Cigarro, adquiriendo su imagen y la de los otros dos personajes que le acompañaban una gran popularidad que fue más allá de la comunidad de usuarios de MeriStation. Numerosos blogs, foros y prensa escrita se hicieron eco de la historia.
En septiembre de 2006, durante el Tokyo Game Show, Pep Sánchez y Nacho Ortiz, director y jefe de redacción de MeriStation entrevistaron a Ken Kutaragi, creador de PlayStation. Los propios lectores de la revista, en un fenómeno similar al del 'tío del cigarro' hicieron numerosas caricaturas retocando una de las fotografías que recogían el encuentro.
El 3 de mayo de 2021, MeriStation anunció el cierre de su foro ZonaForo, que fueron clausurados y posteriormente eliminados el día 5 de mayo. Con ese cierre también desaparecieron los reanálisis de videojuegos por parte de usuarios.

## Polémicas
El 14 de septiembre de 2006 la revista presenta a una tercera corresponsal en Japón, Izanami Suzuki, que redacta un artículo sobre el entonces futuro lanzamiento de PlayStation 3 en ese país. Poco después se descubre que Izanami Suzuki era un personaje inventado, cuya foto, que había sido cogida de Internet, en realidad pertenecía a la modelo erótica japonesa Akane Souma. Cuando un usuario descubrió la procedencia de la foto, la revista argumentó que había sufrido un engaño, si bien no especificó si la información que había mostrado era falsa o lo único falso había sido la foto de la supuesta corresponsal. En el mismo comunicado, la dirección de la revista aseguró que se tomarían medidas legales contra el supuesto bromista, si bien no ha trascendido ninguna de éstas, ni se ha conocido finalmente el origen del engaño.
El 9 de septiembre de 2009, el sitio de videojuegos Pixfans publicó una entrada en la que comentaba el sospechoso parecido entre uno de sus reportajes, titulado Los personajes españoles de los videojuegos y uno posterior publicado en MeriStation. A raíz de esto, diferentes usuarios publicaron comentarios de protesta tanto en el foro de MeriStation como en la propia entrada Españoles en los videojuegos. Al día siguiente, ambas revistas publicaron sendos comunicados afirmando haber solucionado sus diferencias y dando la polémica por zanjada.
El 1 de marzo de 2017 el histórico redactor en jefe, Nacho Ortiz, que trabajaba en MeriStation desde hacía cerca de 20 años, decide decir adiós en un vídeo subido al mismo portal de la página, donde deja entrever que hay cambios en la empresa que no son de su parecer, provocando reacciones variadas entre los usuarios de la página.

## Secciones

### Webcómics
Entre 2004 y 2020, la revista publicaba semanalmente un nuevo cómic. Cada cómic estaba relacionado con noticias del mundo de los videojuegos, juegos retro o simplemente chistes. Cada cómic tenía su propio foro donde los lectores podían dar sus opiniones.
Los autores de los cómics fueron:
- Fadri: Autor principal al comienzo de las publicaciones. Cada dos semanas publicaba un webcómic nuevo de su serie "Víxel y Póxel" con estilo más fiel a la ficción y chistes de temática retro y ocasionalmente actual.

- PhmZone y ErMaSteR: Durante 2008 publicaron sus propias viñetas cada dos semanas, además de seguir trabajando en una serie propia, New Life City, no relacionada con los videojuegos. Sus chistes, generalmente, eran más actuales que los de Fadri y mantenían un estilo visual algo más realista.

- Xabi Mendoza: Durante 2009 publicó cada dos semanas su serie "Owned!" alternándose con Fadri. No se trataba exactamente de tiras cómicas al ser las páginas excesivamente largas y a menudo contar pequeños argumentos no necesariamente orientados a un gag final. Trataban sobre la vida de tres jugadores que compartían piso y estaban llenas de referencias a videojuegos y otros medios como el cine o la música.

- Sr.A: En 2011, Sr.A empezó a publicar su serie "g4mues" cada dos semanas alternándose con Fadri. Las tiras de g4mues tenían la peculiaridad de estar realizadas con Microsoft Paint, luciendo un estilo colorista y cuadriculado muy característico, gran parte de sus chistes se basan en críticas y en "Trolleadas".

- JFRteam: Entre los años 2013 y 2020, la tira estuvo dirigida por el ilustrador Jaume Font (JFRteam).[23]

En 2020 se cierra la sección de webcomics, con una última tira de despedida de JFRteam.

### ZonaForo
MeriStation contaba con una categoría llamada ZonaForo, en la cual se reunía una gran comunidad de usuarios de España y Latinoamérica, así como de otros países. Estos usuarios se hacían llamar a sí mismos "meriforeros".
ZonaForo contaba con varios subforos divididos en las siguientes secciones:
- MeriStation: En esta sección, se encontraban algunos de los subforos más representativos de la web y de ZonaForo, como Off Topic (abreviado OT), uno de los subforos insignia, Comentarios de noticias y artículos, subforo en el cual no era posible publicar ya que un bot se encargaba de escribir todas las noticias en el subforo.
- Sistemas de juego: esta sección estaba dedicada a las distintas plataformas en el mundo del videojuego, así como a consolas retro como Gamecube o Nintendo 64. Los subforos más concurridos eran MeriStation Consolas (uno de los subforos más antiguos y representativos de la web), PlayStation 3, y Xbox 360.
- Juego Online: En esta sección, se buscaba agrupar los distintos sistemas en línea: PlayStation Online, Nintendo WiFi y Xbox Live!, así como un subforo dedicado a los juegos de PC Online.
- Hardware y Software: Aquí se trataban temas relacionados con el desarrollo del hardware (con los subforos Hardware Multimedia y Hardware CPU y Modding-Overclocking) y el software, con un subforo del mismo nombre. También existía subforo dedicado al diseño gráfico, y otro para el desarrollo de videojuegos, así como subforos para los sistemas operativos Mac y GNU (Linux).
- Géneros: En esta sección, se trataban los distintos géneros que se dan en los videojuegos: Acción, Deportivos, Lucha, Rol, etc.
- Off Topic: Una de las secciones más populares de ZonaForo junto a MeriStation y Sistemas de juego. En esta sección, se podrían tratar temas no relacionados con los videojuegos, para atraer a una comunidad de lectores menos enfocada al mundo de los jugadores. Los subforos más importantes eran Deportes, Cine y televisión y Música.

Al principio, en ZonaForo no se permitía hablar de política con el fin de evitar polémicas y comentarios agresivos. Desde el 11 de noviembre de 2009, se habilitó un subforo dedicado a política e historia. 
Zonaforo se regía por un sistema de rangos por puntos (meripuntos), siguiendo una relación entre la antigüedad del usuario, y los mensajes escritos. Además existían varios rangos especiales por méritos tales como ganar un concurso, o por llegar a una determinada cifra de meripuntos. Estos rangos se basaban en personajes de videojuegos: Vampire La Mascarade, El juego de Ender, Devil May Cry, Halo, Gears of War, Okami, Metroid, Star Fox, Legend of Zelda, Metal Gear Solid, Final Fantasy y Shadow of the Colossus.
El 3 de mayo de 2021, MeriStation anunció el cierre de los foros.